# 黃應士
黃應士，SBS（1937年11月5日—），人稱「吉叔」，香港公共廣播服務檢討委員會主席，前電視廣播有限公司助理總經理，香港資深新聞從業員。

## 背景
黃應士為海外信託銀行創辦人、九龍樂善堂總理黃錫彬之十一子，其長兄為三狼案死者黃應求，黃應求之子亦黃應士侄兒即是以幽默見稱的體育評述員黃興桂。他曾就讀聖士提反書院附屬小學（1950年）和皇仁書院（1953年），之後負笈美國堪薩斯州勞倫斯的 Lawrence High School。他早於1955年在美國密蘇里州小鎮擔任記者，1959年畢業於美國密蘇里大學新聞學院，取得學士學位。1966年至1967年曾在史丹福大學作政治學研究。曾經在越戰戰地採訪。1968年回到香港，曾在英文報紙《虎報》擔任攝影記者、編輯，其後在香港浸會書院傳理系任教。後在患上腸胃炎期間被林旭華及周梁淑怡羅致，進入電視廣播有限公司出任新聞部主管。其後升任為助理總經理。
黃應士曾在浸會書院傳理系任教6年，有「阿sir」的稱號，在香港新聞界有很高的地位，他的學生不少在香港各電子傳媒任職。他對新聞自由亦甚為執著，他亦先後在香港、中國內地及美國擔任多間新聞及電視學院顧問。
2003年，黃應士曾親身率領其愛將譚衛兒及陳凱欣，到科威特為無線電視採訪美國發動的伊拉克戰爭，並在鏡頭前戴上防毒面具，但身邊兩位女記者缺乏裝備只能以手巾掩鼻，成為當時香港傳媒話題之一。2004年3月31日正式退休。他喜愛打保齡球。
2006年1月17日，香港政府委任黃應士出任香港公共廣播服務檢討委員會主席，對香港電台及公營廣播政策的未來進行檢討。
2012年3月16日，香港政府委任黃應士出任新成立的通訊事務管理局成員。

## 公職及榮譽
- 上海復旦大學新聞學院顧問教授
- 香港浸會大學新聞學院卓越院士
- 香港浸會大學校董會成員
- 香港公開大學校董會成員

## 資料來源
1. ↑  黃錫彬訃聞. 工商日報. 1968-02-10. 第五頁.
2. ↑  林漢卿訃聞. 華僑日報. 1968-11-28. 第二張第二頁.

- 香港公開大學校董會 （页面存档备份，存于）
- 香港公營廣播未來聲聲入耳 （页面存档备份，存于）
- 置身暴亂中幾乎送命
- 為新聞付出大半生 黃應士不言悔
- 專訪「新聞教父」黃應士
- 無線女主播 （页面存档备份，存于）
- 香港政府第1507號公告

| 教育職務      | 教育職務                                      | 教育職務      |
| 學術機關職務  | 學術機關職務                                  | 學術機關職務  |
| ------------- | --------------------------------------------- | ------------- |
| 香港浸會大學  |                                               |               |
| 前任： 余也魯 | 香港浸會學院傳理系系主任 第二任 1974年-1977年 | 繼任： 張國興 |